# Belleneuve
Belleneuve és un municipi francès, situat al departament de la Costa d'Or i a la regió de Borgonya - Franc Comtat. L'any 2007 tenia 1.424 habitants.

## Demografia

### Població
El 2007 la població de fet de Belleneuve era de 1.424 persones. Hi havia 540 famílies, de les quals 84 eren unipersonals (48 homes vivint sols i 36 dones vivint soles), 212 parelles sense fills, 208 parelles amb fills i 36 famílies monoparentals amb fills.
La població ha evolucionat segons el següent gràfic:
Habitants censats

### Habitatges
El 2007 hi havia 560 habitatges, 539 eren l'habitatge principal de la família, 6 eren segones residències i 15 estaven desocupats. 549 eren cases i 10 eren apartaments. Dels 539 habitatges principals, 475 estaven ocupats pels seus propietaris, 54 estaven llogats i ocupats pels llogaters i 10 estaven cedits a títol gratuït; 6 tenien dues cambres, 38 en tenien tres, 137 en tenien quatre i 358 en tenien cinc o més. 445 habitatges disposaven pel capbaix d'una plaça de pàrquing. A 197 habitatges hi havia un automòbil i a 321 n'hi havia dos o més.

### Piràmide de població
La piràmide de població per edats i sexe el 2009 era:
| Homes | Edats   | Dones |
| ----- | ------- | ----- |
| 0     | 95 o +  | 0     |
| 8     | 90 a 94 | 4     |
| 0     | 85 a 89 | 20    |
| 4     | 80 a 84 | 20    |
| 4     | 75 a 79 | 16    |
| 28    | 70 a 74 | 28    |
| 28    | 65 a 69 | 28    |
| 36    | 60 a 64 | 44    |
| 76    | 55 a 59 | 52    |
| 88    | 50 a 54 | 92    |
| 52    | 45 a 49 | 72    |
| 40    | 40 a 44 | 32    |
| 44    | 35 a 39 | 36    |
| 28    | 30 a 34 | 48    |
| 60    | 25 a 29 | 20    |
| 56    | 20 a 24 | 24    |
| 48    | 15 a 19 | 40    |
| 44    | 10 a 14 | 32    |
| 48    | 5 a 9   | 24    |
| 36    | 0 a 4   | 28    |

## Economia
El 2007 la població en edat de treballar era de 920 persones, 659 eren actives i 261 eren inactives. De les 659 persones actives 632 estaven ocupades (327 homes i 305 dones) i 27 estaven aturades (13 homes i 14 dones). De les 261 persones inactives 141 estaven jubilades, 74 estaven estudiant i 46 estaven classificades com a «altres inactius».

### Ingressos
El 2009 a Belleneuve hi havia 573 unitats fiscals que integraven 1.510,5 persones, la mediana anual d'ingressos fiscals per persona era de 21.839 €.

### Activitats econòmiques
Dels 47 establiments que hi havia el 2007, 1 era d'una empresa extractiva, 1 d'una empresa alimentària, 3 d'empreses de fabricació d'altres productes industrials, 7 d'empreses de construcció, 9 d'empreses de comerç i reparació d'automòbils, 3 d'empreses de transport, 2 d'empreses d'hostatgeria i restauració, 1 d'una empresa financera, 1 d'una empresa immobiliària, 7 d'empreses de serveis, 8 d'entitats de l'administració pública i 4 d'empreses classificades com a «altres activitats de serveis».
Dels 14 establiments de servei als particulars que hi havia el 2009, 1 era una oficina de correu, 2 tallers de reparació d'automòbils i de material agrícola, 1 paleta, 1 fusteria, 4 lampisteries, 2 perruqueries i 3 restaurants.
Dels 4 establiments comercials que hi havia el 2009, 1 era una gran superfície de material de bricolatge, 1 una botiga de menys de 120 m², 1 una peixateria i 1 una botiga de roba.
L'any 2000 a Belleneuve hi havia 7 explotacions agrícoles.

## Equipaments sanitaris i escolars
L'únic equipament sanitari que hi havia el 2009 era una farmàcia.
El 2009 hi havia 1 escola maternal integrada dins d'un grup escolar amb les comunes properes formant una escola dispersa i 1 escola elemental integrada dins d'un grup escolar amb les comunes properes formant una escola dispersa.

## Poblacions més properes
El següent diagrama mostra les poblacions més properes.